# Cinyras

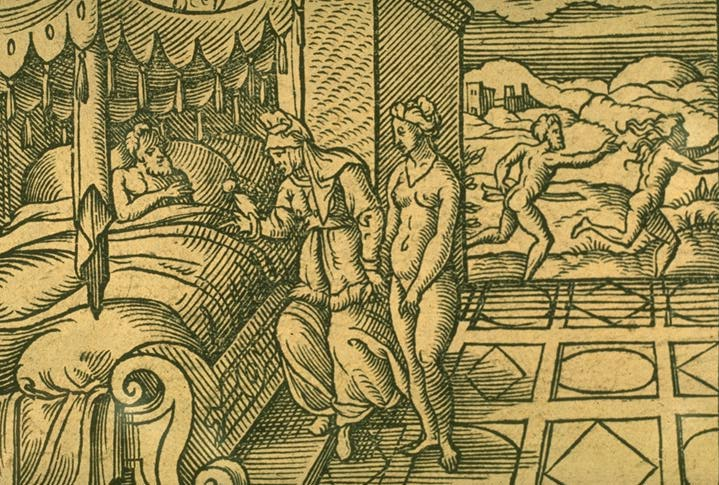
Myrrha en Cinyra. Een gravure van Virgil Solis.

Cinyras (Oudgrieks: Κινύρας / Kinýras) was een held uit de Griekse mythologie, een heros, van het eiland Cyprus.
Hij was een groot vriend en voorstander van de muziek en daarom een lieveling, volgens sommigen zelfs een zoon van Apollon en Paphos, dochter van Pygmalion. Volgens anderen was hij een zoon van Sandacus, wiens vader Astynous, zoon van Phaeton van Cephalus en Eos, was getrouwd met Pharnace, een Syrische prinses en uit Syrië naar Cyprus gekomen. Nog anderen zeggen dat hij samen met een groep volgelingen naar Cyprus kwam, waar hij Paphos zou stichten nadat hij Metharme, de dochter van koning Pygmalion van Cyprus, had gehuwd. Uit dit huwelijk zouden Adonis, Oxyporus, Orsedice, Laogora en Braesia zijn geboren. Cinyras was de eerste priester van Aphrodite op Cyprus en verenigde de priesterlijke waardigheid met de koninklijke.
Hoewel hij door de godin hoog geëerd werd, was toch zijn lot zeer treurig. Hij (in deze versie wordt hij Theias genoemd) had bij zijn gemalin Cenchreis (volgens anderen droeg zijn moeder die naam) een dochter, Myrrha, die uitmuntte door haar schoonheid, vooral van haar schone haren. Zij was daarop echter zo trots, dat zij zich beroemde schoner haren te hebben dan Aphrodite. De godin strafte haar hiervoor door haar verliefd te maken op haar eigen vader, en wist deze er toe te brengen, om haar, terwijl hij haar niet kende, wederliefde te schenken. Doch toen Cinyras de ware toedracht van de zaak ontdekte, vervolgde hij haar. Zij vluchtte naar Arabië, waar de goden haar uit medelijden in een mirreboom veranderden, uit wiens schors haar tranen als kostbare hars tevoorschijn druppelen. Uit het binnenste van die boom werd ook Adonis geboren. Cinyras stortte zich daarop in zijn eigen zwaard.
Cinyras werd soms ook gedacht de gave van de profetie te bezitten en een ontzettend goed musicus te zijn. Hij werd dan ook in verband gebracht met het instrument dat de Feniciërs kinnor noemden. Volgens een obscure legende zou hij - net als Marsyas - een muziekwedstrijd hebben gehouden met Apollon en hiervoor ter dood zijn gebracht door de god. Hij zou de belangrijkste beschavingselementen op het eiland hebben gebracht, zoals het ontginnen van koper en bronsverwerking. Als geliefde van Aphrodite werd hem een grote rijkdom en een hoge leeftijd gegund. Hij zou 106 jaar oud geworden zijn.
Toen Odysseus en Talthybius, de heraut van Agamemnon, naar Cyprus kwamen om Cinyras te overhalen deel te nemen aan de Trojaanse Oorlog, kregen ze de vredelievende Cinyras zover om hun vijftig schepen te beloven. Maar hij liet slechts één schip werkelijk maken en de andere negen-en-veertig uit aarde, waardoor slechts één schip aankwam in Aulis zonder dat hij zijn belofte brak. Toen Teucer, die was verbannen uit Salamis in Attika, aankwam op Cyprus, gaf hij hem een stuk land, waar deze de stad Salamis stichtte, en de hand van zijn dochter Eune.

## Antieke bronnen
- Apollodorus, Bibliotheca III 9.1, 14.3; Epitome III 9.
- Homerus, Ilias XI 20.
- Hyginus, Fabulae LVIII, CCXLII, CCXLVIII, CCLI, CCLXX, CCLXXI, CCLXXV.
- Ovidius, Metamorphosen X 294-559, 708-739.
- Pindarus, Nemeïsche Oden VIII, 18; Pythische Oden II 27.
- Plato, Nomoi 660e.